# Jan Veenhof
Jan Veenhof (sinh ngày 28 tháng 1 năm 1969) là một cầu thủ bóng đá người Hà Lan.

## Sự nghiệp câu lạc bộ
Jan Veenhof đã từng chơi cho Omiya Ardija.

## Thống kê câu lạc bộ

### J.League
| Đội          | Năm       | J.League | J.League | J.League Cup | J.League Cup | Tổng cộng | Tổng cộng |
| Đội          | Năm       | Trận     | Bàn      | Trận         | Bàn          | Trận      | Bàn       |
| ------------ | --------- | -------- | -------- | ------------ | ------------ | --------- | --------- |
| Omiya Ardija | 1999      | 23       | 0        | 1            | 0            | 24        | 0         |
| Omiya Ardija | 2000      | 30       | 0        | 2            | 0            | 32        | 0         |
| Tổng cộng    | Tổng cộng | 53       | 0        | 3            | 0            | 56        | 0         |